# Інформаційний дизайн

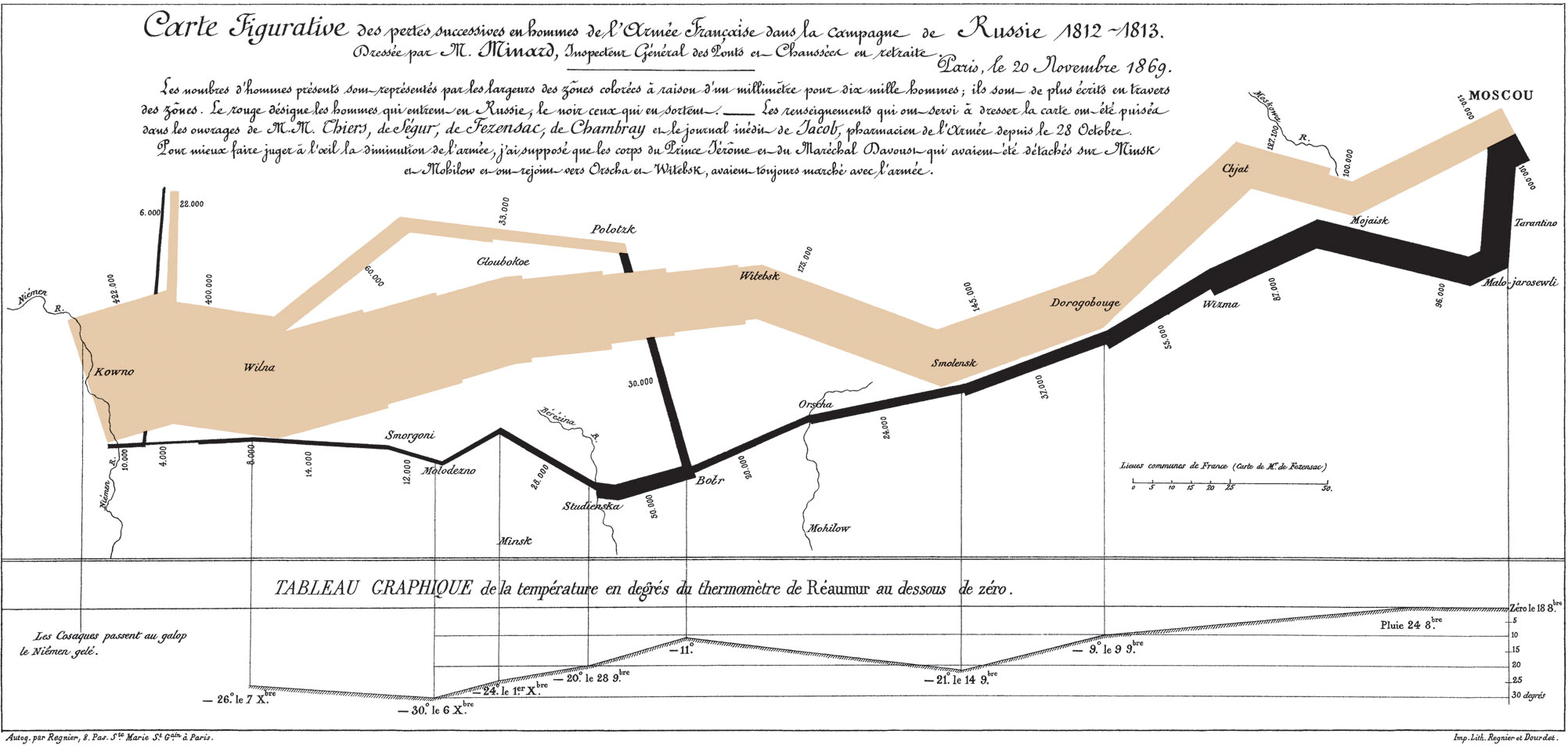
Інформаційний дизайн графіка маршу Наполеона на Російську імперію, дизайнер — Шарль Мінар 1

Інформаційний дизайн — галузь дизайну, практика художньо-технічного оформлення та представлення різної інформації з урахуванням ергономіки, функціональних можливостей, психологічних критеріїв сприйняття інформації людиною, естетики візуальних форм представлення інформації і деяких інших факторів. Інформаційний дизайн не є, а часто протиставляється традиційному інформуванню, при якому професіонали в своїй області ведуть інформаційну комунікацію традиційними засобами, використовуючи традиційні для тієї чи іншої сфери діяльності канали.
В інформаційному дизайні традиційні та нові принципи дизайну застосовуються до процесу перетворення складних і неструктурованих даних в цінну, осмислену інформацію За допомогою зображень, символів, кольору, слів відбувається передача ідей, ілюстрація даних або візуалізація відносин.
Діно Карабег дав наступне визначення інформаційного дизайну: Інформаційний дизайн — це дизайн інформації. Для інформаційного дизайну важливі відповіді на наступні питання:
- Які цілі інформації в даній культурі?
- Як вони можуть досягатися ефективніше?
- Яким новим цілям може служити інформація?
- Як інформація повинна бути представлена, щоб досягти цілей?[6]

Герлінде Шуллер наводить таку формулу інформаційного дизайну: Інформаційний дизайн = Складність + Міждисциплінарність + Експеримент
Інформаційний дизайн:
- робить складні набори фактів доступними сприйняттю,
- вимагає міждисциплінарного підходу до комунікації, наприклад, поєднуючи вміння графічного дизайну, тривимірного дизайну, цифрових технологій, когнітівістики, теорії інформації, культурології,
- слід розвивати у напрямі експериментування, розширюючи репертуар засобів і не виключаючи з розгляду складні системи.

## Принципи
Основною метою інформаційного дизайну є ясність комунікації: повідомлення повинно не тільки бути точно передано відправником, але і правильно зрозуміле одержувачем.
Інформаційний дизайн будується на функціональних і естетичних принципах: 25.
До функціональних принципів можна віднести:
- полегшення розуміння і навчання;
- чітка структура повідомлення;
- ясність;
- простота;
- єдність елементів повідомлення;
- забезпечення високої якості повідомлення;

- зменшення вартості.

До естетичних принципів належать:
- гармонія і пропорційність.

## Історія

Карта-схема метро в Пекіні

Термін information design з'явився в 1970-х. Деякі графічні дизайнери стали використовувати цей термін, а в 1979 став випускатися журнал «Information Design Journal». За спогадами редактора журналу, нове видання мало на меті привнести дизайнерський процес (планування) в інформаційну комунікацію, зміст і мова в доповнення до форми, на противагу викличною інформаційної графіку тієї пори 26]]. Необхідність наочного представлення інформації виникла давно, і характерні для інформаційного дизайну роботи у вигляді інфографіки з'явилися задовго до визначення самого поняття:
- Ілюстрація з «Ессе про рабство і комерції роду людського» Томаса Кларксона, 1786;
- Карта поширення холери Джона Шоу, 1854;
- Марш Наполеона Шарля Мінара, 1861;
- Карта лондонської підземки Харрі Бека, 1933 27;
- Діаграма відносини музичних нот Куїнбі, 1941 28

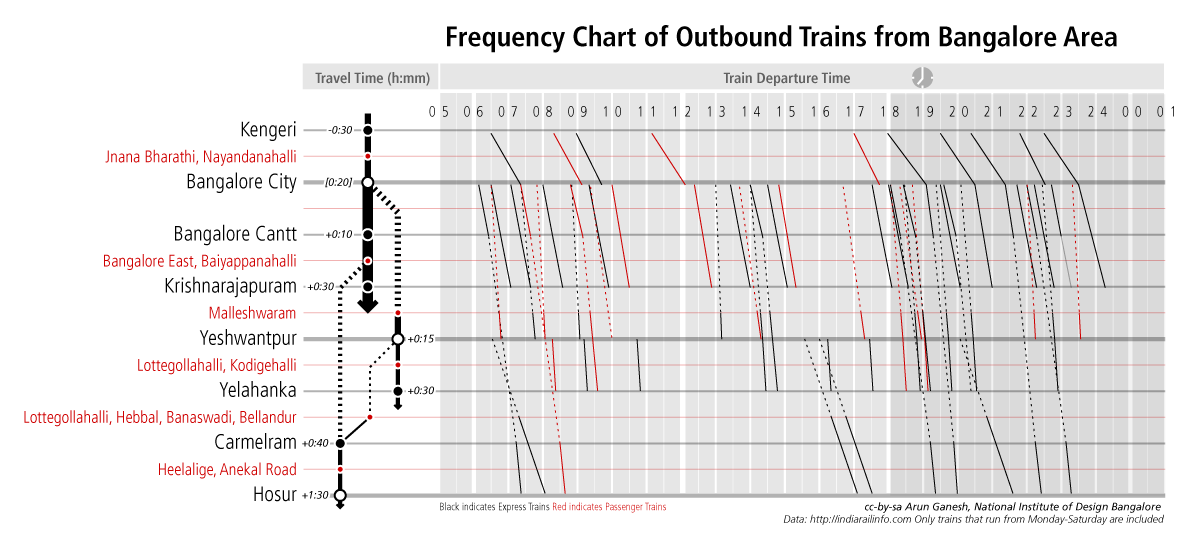
Діаграма частоти відправлень залізничних потягів у Бангалорі, Індія

## Методи дизайну

### Сортування карток

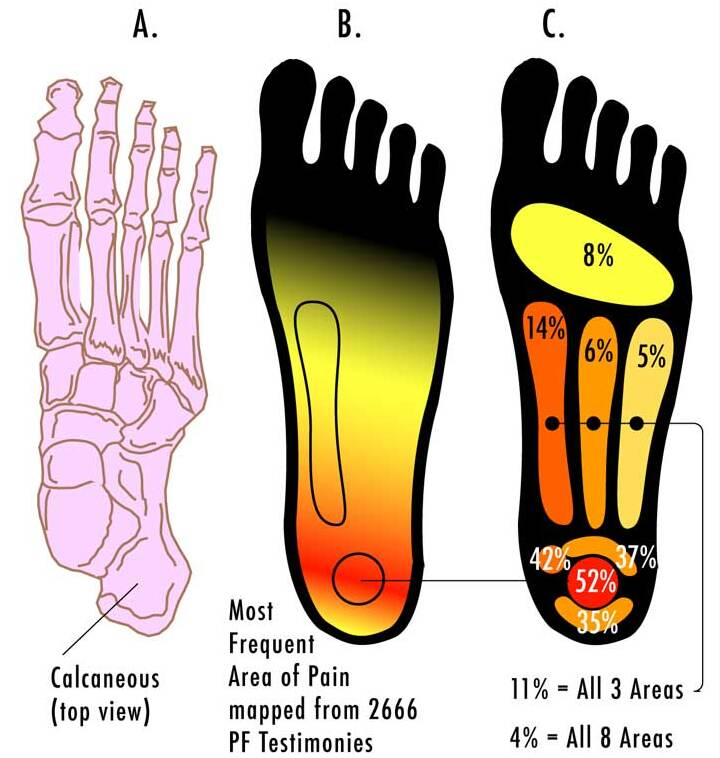
Схема осередків болі у ступні

Сортування карток є одним із методів проектування структури вебпорталу або програмного засобу, в якому беруть участь потенційні користувачі. Метод спрямований на виявлення структури, яка спрощує знаходження потрібної інформації користувачами. Суть методу полягає в розподілі карток з назвами матеріалів сайту по групах. Є відкрита і закрита різновиди методу, в залежності від того, чи мають користувачі можливість створювати свої групи або ж набір груп жорстко заданий. До переваг методу відносяться його простота, дешевизна, швидкість проведення, перевіреність часом, привабливість для користувачів. До недоліків можна віднести відсутність обліку завдань користувачів, розкид результатів, трудомісткість аналізу результатів, можлива поверховість.

## Найпоширеніші прийоми

### Акцентування
Зміною різних параметрів тексту (розміру й накреслення шрифту, позиції, і т. ін.) можна домогтися контрасту для частини тексту, на який необхідно звернути увагу читача.

### Паралельний виклад
Нотатки на полях — паралельні тексти, ліхтарики (жарг.) — допомагають привернути увагу до найбільш важливих моментів.

### Додавання «повітря»
Значущі частини матеріалу можна виділити шляхом оточення його порожнім простором — «повітрям». «Повітряний» документ і його частини приємніше і легше читати, надає тексту витонченість.

## Зайва ускладненість
Однією з проблем з інформаційним дизайном можна вважати його зайву ускладненість, яка може виражатися в наявності відволікаючих увагу елементів.

## Застосування
Інформаційний дизайн знаходить застосування в різних областях діяльності, таких як:
- інформаційні матеріали (в будь-якому вигляді) та форми для отримання інформації;
- внутрішній документообіг підприємства;
- покажчики і організація середовища для орієнтації (англ. wayfinding) В просторі;

## Відомі інформаційні дизайнери
- Едвард Тафті
- Джеф Раскін
- Ладіслав Сутнар
- Отто Неурат
- Річард Саул Вурман